# La rifondazione di Dune
La rifondazione di Dune è un romanzo di fantascienza del 1985 di Frank Herbert, sesto e ultimo capitolo del Ciclo di Dune scritto dall'autore originale. Il ciclo ha avuto una prosecuzione, vent'anni dopo, ad opera del figlio Brian Herbert insieme a Kevin J. Anderson.

## Trama
La storia si svolge una decina di anni dopo gli eventi narrati nel romanzo precedente, Gli eretici di Dune, culminati con la distruzione del pianeta Dune.
L'ordine universale è ormai da tempo sconvolto dalle Matres Onorate, che hanno sconsideratamente distrutto il pianeta Rakis, un tempo Arrakis, l'unico luogo dell'universo dove esistesse il Melange allo stato naturale, e hanno sterminato i Bene Tleilax, gli unici in grado di crearlo artificialmente. Questo ha portato a una libera conquista del vecchio Impero, il che mette in serio pericolo la realizzazione del Sentiero Dorato stabilito dall'Imperatore-Dio Leto Atreides II, e quindi, in ultima analisi, il futuro stesso dell'umanità.
Delle fazioni che governavano l'antico impero, l'unica che ha ancora la forza e la volontà per cercare di opporsi alle malvagie conquistatrici è la Sorellanza Bene Gesserit, che proprio per questo è diventata l'obiettivo principale dell'offensiva delle Matres Onorate. Negli ultimi anni, decine di pianeti controllati dalla Sorellanza sono caduti nelle mani delle Matres Onorate, in particolare Lampadas, dove sorgeva una scuola in cui studiavano le più promettenti novizie della Sorellanza, e per questo difesa dalle migliori forze Bene Gesserit guidate dal comandante supremo Burzmali. Tutti sono morti in seguito all'attacco, ma poco prima della distruzione la direttrice Lucilla è riuscita a convincere il capo degli Ebrei (discendenti dell'antico popolo terrestre e che ha subito una nuova diaspora) a permettere di condividere le sue memorie (capacità che hanno le Bene Gesserit di scambiarsi tutti i ricordi, loro e di quelle che le hanno precedute) con Rebecca, una giovane che - avendo subìto l'Agonia della spezia - presenta le caratteristiche peculiari di Reverenda Madre Selvatica. Dopo la condivisione, tutto il gruppo degli ebrei è fuggito su Gammu, dove, al momento della conquista da parte delle Matres Onorate, si è nascosto in una non-camera (ambiente segreto non rilevabile da alcuno strumento né dai Veridici).
Sul pianeta segreto della Casa Capitolare, sotto l'attento controllo di Sheeana, procede il processo di desertificazione, per ricreare l'antico ciclo ecologico dei vermi delle sabbie e del Melange; qui la Madre Superiora della Sorellanza Bene Gesserit, Odrade, è tormentata da inquietanti sogni (in particolare una mostruosa creatura armata di ascia che l'insegue) che la convincono che l'arrivo delle Matres è imminente, e da grossi dubbi su quali siano le contromisure da intraprendere per fermare la completa distruzione del loro ordine che appare inarrestabile. Le sue speranze sono riposte su due persone in particolare: il bambino ghola (clone) del defunto bashar Miles Teg, ottenuto grazie alle vasche axlotl ed alla tecnologie scambiate con il Bene Tleilax, che esse stanno addestrando per divenire il nuovo comandante supremo ed a cui saranno reimpiantate le conoscenze dell'originale Teg; e Murbella, l'unica Matres Onorata che siano riuscite a catturare, rivoltando contro di lei l'arma dell'assoggettamento sessuale, grazie al giovane ghola, nato dalle cellule dell'eroico Duncan Idaho, e che ora sta per diventare una Reverenda Madre, unendo in una sola persona la saggezza e le capacità delle Bene Gesserit e la forza delle Matres.
Poiché le Matres Onorate pensano che Murbella e Duncan siano morti nella distruzione di Dune, essi vengono tenuti costantemente in una non-nave nascosta sul pianeta, in cui è imprigionato anche Scytale, l'ultimo Tleilaxu sopravvissuto al genocidio perpetrato dalle Matres nei loro confronti, e dal quale le Bene Gesserit vorrebbero conoscere i particolari che ancora ignorano delle vasche Axolotl al fine di garantirsi il monopolio sulla produzione artificiale del melange e sul ciclo di creazione dei ghola.
Dortujla, la Reverenda Madre a capo della Rocca sul pianeta Buzzell, giunge inaspettatamente e comunica di essere entrata in contatto coi Manipolatori, una delle misteriose razze ritornate dalla Dispersione, che controllano i Futar, una sorta di sanguinari predatori semi-umani dall'intelligenza ridotta. I Manipolatori propongono un'alleanza contro le Matres Onorate; Dortujla avverte tuttavia con la sua analisi mentat che essi intendono in realtà sottomettere le Bene Gesserit. Essi hanno anche parlato confusamente di un pericolo proveniente dallo spazio esterno e che sarebbe la causa della fuga delle Matres Onorate, del loro ritorno nell'antico Impero e del fatto che esse disporrebbero di un'arma segreta, che potrebbero però usare una volta sola. Le due donne si domandano come mai Buzzell, pur essendo facilmente espugnabile, non sia ancora stato attaccato dalle Matres, e giungono alla conclusione che esse abbiano dei progetti sul pianeta. Odrade intuisce l'opportunità e ordina a Dortujla di ritornare su Buzzell con un'offerta di resa: una volta catturata dalle Matres dovrà proporre un incontro tra Odrade e la "Regina Ragno", la Suprema Matres Onorata, che dovrà avvenire su Junction, l'antica base centrale della Gilda Spaziale, su cui ora le Matres hanno stabilito la capitale dei loro domini, dal momento che Miles Teg aveva una particolareggiata conoscenza di quel pianeta durante la sua precedente vita.
Nell'attesa di notizie da Buzzell, Odrade e Duncan iniziano a progettare un piano d'azione, che comprende come prime tappe il reimpianto dei ricordi originari sul ghola di Teg e l'Agonia della Spezia per Murbella per farla diventare una Reverenda Madre a tutti gli effetti. Deve però scontrarsi con l'ostilità di Bellonda, una delle tre Reverende Madri che formano il Consiglio supremo della Sorellanza (insieme alla stessa Odrade e all'anziana Tamalana), portavoce della fazione più tradizionalista e preoccupata che i ghola, in particolare Duncan Idaho, possano costituire dei nuovi "Kwisatz Haderach" potenziali, come Paul Atreides e suo figlio Leto II, rappresentando quindi un pericolo mortale per le Bene Gesserit. Approfittando di un'assenza di Odrade, Bellonda si introduce nella non-nave con l'intenzione di eliminare Duncan, ma quest'ultimo riesce a farla recedere dai suoi propositi, facendola adeguare maggiormente, anche se sempre in maniera critica, alle scelte di Odrade.
Con il ripristino dei ricordi originali di Miles Teg, il vecchio bashar ha qualche problema a coesistere col corpo di un bambino, ma riesce a riprendere in pieno le sue funzioni di comandante supremo grazie all'aiuto di Streggi (una novizia che Odrade aveva notato per le sue qualità e che aveva nominato sua assistente) e tramite le conoscenze della sua vita precedente, progetta un dettagliato piano di battaglia.
Nel frattempo Sheeana comunica la notizia tanto attesa: ha finalmente individuato dei piccoli Vermi. Finalmente, il ciclo del Melange sta ricominciando.
Murbella si sottopone all'agonia della spezia, particolarmente pericolosa e dolorosa per lei, un'ex-Matres Onorata, divenendo una Reverenda Madre a tutti gli effetti.
Dortujla ritorna dai protagonisti, seppure malconcia (in quanto le Matres hanno tentato di avvelenarla), con notizie dalla "Regina-ragno", che ha accettato di incontrare Odrade su Junction, segno che il piano procede come previsto. Viene deciso che la delegazione sarà formata, oltre che da Odrade, anche da Tamalana, Dortujla e alcune novizie come guardie del corpo. Poiché il rischio di non tornare è molto alto, ognuna deve condividere i propri ricordi con un'altra Sorella. In particolare, Odrade "condivide" con Murbella e Sheeana, candidandole con questo atto a succederle alla guida della Sorellanza. Contemporaneamente alla delegazione si muove la forza d'attacco, guidata da Teg e con Murbella come sovraintendente. Sheeana e Bellonda restano al sicuro alla Casa Capitolare.
Il piano prevede inizialmente un attacco diversivo su Gammu, in modo da attirare lì buona parte delle forze delle Matres Onorate. L'attacco ha un successo superiore alle aspettative e in breve il pianeta viene occupato, permettendo agli Ebrei, tra gli altri, di tornare in superficie, e a Rebecca di presentarsi al cospetto di Murbella per poter condividere con le Bene Gesserit i ricordi di Lucilla e delle altre milioni di Reverende Madri che popolavano Lampadas. Subito dopo la flotta Bene Gesserit si sposta rapidamente su Junction attaccandolo, mentre Odrade è ancora a colloquio con la Regina-Ragno. Anche qui la conquista si dimostra più facile del previsto e in breve Teg può ricongiungersi con Odrade, unica sopravvissuta della delegazione, per analizzare gli ultimi avvenimenti. I due capiscono però subito che ci sono state delle anomalie in questa guerra: troppo facili le conquiste, troppo poche perdite e, fatto veramente incredibile, tra le loro forze non ci sono stati feriti, solo alcuni morti i cui cadaveri però non presentano tracce di sangue. In breve il mistero viene risolto e la situazione si ribalta: le Matres Onorate utilizzano l'arma segreta di cui aveva parlato Dortujla, un'arma che uccide gli esseri viventi senza, apparentemente, ferirli. Buona parte delle truppe Bene Gesserit vengono annientate e Teg e Odrade presi prigionieri.
Murbella allora scende sul pianeta, approfittando del fatto di essere ancora una Matres Onorata a tutti gli effetti, si presenta a Logno, divenuta nel frattempo la nuova Suprema Matres, e la uccide insieme ad alcune delle sue accolite, dimostrando così che le nuove capacità apprese dalle Bene Gesserit è stata trasformata in un'arma praticamente imbattibile. Libera Teg ma non riesce ad impedire che Odrade venga uccisa; prima che essa spiri riesce tuttavia a "condividere" un'ultima volta apprendendo le cose che Odrade aveva scoperto nel suo incontro con la Regina-Ragno. Secondo le regole delle Matres Onorate, avendo eliminato la vecchia Grande Matres, Murbella ha il diritto a prenderne il posto, ma, secondo le regole delle Bene Gesserit, essa è anche la nuova Suprema Reverenda Madre, quindi si ritrova contemporaneamente a capo di entrambe le Sorellanze: il piano di Odrade è giunto a compimento.
Ritornata alla Casa Capitolare, Murbella porta con sé il Consiglio delle Matres Onorate, onde fare accettar loro il cambiamento e l'integrazione tra i due ordini. La maggior parte di loro non comprende ma, abituate ad obbedire agli ordini della più forte, si adegua.
Anche all'interno delle Bene Gesserit non tutte sono convinte sulla bontà dell'idea, in particolar modo Sheeana, che ha avuto strane visioni; questa si accorda con Duncan Idaho per fuggire utilizzando la gigantesca non-nave, portando con loro Teg, Scytale, gli ebrei, alcuni futar portati da Junction e alcuni piccoli vermi. Murbella riesce a scoprire i loro piani all'ultimo minuto ma non è in grado di fermarli, rendendosi comunque conto che la partenza di Duncan risolve diversi problemi per lei, che altrimenti si sarebbe trovata a dover scegliere tra l'amore per lui e le nuove responsabilità.
Il libro termina con due nuovi personaggi che osservano - non è chiaro da dove - la fuga della non-nave. Sono Daniel e Marty, una misteriosa coppia di anziani che erano fugacemente comparsi in alcune confuse visioni di Duncan. Dal loro ultimo dialogo parrebbe che essi appartengano al Bene Tleilax, forse un tipo particolare di Volti danzanti.

## Questioni irrisolte
È probabile che Frank Herbert, prima della propria scomparsa, avesse intenzione di continuare il ciclo, visto il gran numero di interrogativi che rimangono in sospeso alla conclusione del romanzo. In particolare, la fusione tra Matres Onorate e Bene Gesserit andrà in porto? E quale sarà il destino dei fuggiaschi: daranno origine ad una nuova Dispersione? Quale sarà il ruolo di Scytale (che porta dentro di sé una capsula contenente i geni di milioni di Tleilaxu)? Come si evolveranno i due ghola, Teg e Duncan? Chi sono i due misteriosi osservatori comparsi alla fine del libro? Qual era il pericolo sconosciuto che minacciava le Matres Onorate e le aveva spinte a lasciare le regioni periferiche per tornare nel Vecchio Impero?
Il figlio Brian Herbert insieme a Kevin Anderson oltre vent'anni dopo ha scritto due romanzi che portano a compimento la storia: I cacciatori di Dune e I vermi della sabbia di Dune, anche conosciuti come Dune 7, dichiarando di basarsi su alcuni appunti lasciati dal padre.

## Personaggi principali

### Bene Gesserit
- Darwi Odrade, Suprema Reverenda Madre della Sorellanza Bene Gesserit
- Lucilla, Reverenda Madre, direttrice della scuola sul pianeta Lampadas
- Tamalana, Reverenda Madre facente parte del Consiglio
- Bellonda, Reverenda Madre facente parte del Consiglio, responsabile dei giganteschi Archivi della Sorellanza
- Sheeana, Reverenda Madre incaricata del progetto di rinascita dei Vermi e del ciclo del Melange
- Dortujla, Reverenda Madre esiliata sul pianeta Buzzell
- Streggi, novizia nominata assistente di Darwi Odrade
- Miles Teg, ghola del defunto Bashar

### Prigionieri
- Duncan Idaho, ghola
- Murbella, ex-Matres Onorata che viene addestrata per divenire una Bene Gesserit
- Scytale, l'ultimo Tleilaxu sopravvissuto

### Ebrei
- Il Rabbino, il massimo esponente della setta segreta
- Rebecca, giovane donna, portatrice di un grande segreto
- Joshua, costruttore della non-camera

### Matres Onorate
- Dama, la Grande Matre Onorata, anche definita l'Altissima, la regina ragno, al vertice della Sorellanza
- Logno, Gran dama, aiutante dell'Altissima

## Traduzione italiana
Questo è l'unico romanzo del ciclo il cui titolo non è stato tradotto letteralmente.
L'espressione Golden Path è stata tradotta in qualche volume della serie come "Sentiero Dorato", in altri (tra cui questo) "Via Aurea".
I traduttori dei primi tre volumi hanno tradotto l'espressione Face dancer come "Volti danzanti", mentre dal quarto in poi hanno preferito "Danzatori del volto".

## Edizioni
(elenco parziale)
- Frank Herbert, Chapterhouse Dune, 1985.
- Frank Herbert, La rifondazione di Dune, traduzione di Giampaolo Cossato - Sandro Sandrelli, Editrice Nord, 1986,  p. 505.
- Frank Herbert, La rifondazione di Dune, traduzione di Cossato G. - Sandrelli S., Sperling & Kupfer, 2000,  p. 423, ISBN 88-86845-92-8.
- Frank Herbert, La rifondazione di Dune, traduzione di Cossato G. - Sandrelli S., Tif Extra, Fanucci Editore, 2012,  p. 544, ISBN 978-88-347-1850-6.